# エスリード
エスリード株式会社（英文社名：ESLEAD CORPORATION）は、大阪府大阪市福島区に本社を置く不動産会社。

## 概要
森トラストの連結子会社。近畿圏を中心に、「エスリード」ブランドで分譲・投資用マンションの販売を行っている。

## 沿革
- 1992年（平成4年）5月 - 創業者・荒牧杉夫が大京大阪支店営業部長を経て、大阪市北区西天満にて日本エスリード株式会社を設立。
- 1993年（平成5年）
  - 5月 - エスリードシリーズ第1棟となる「エスリード福島」を販売開始。
  - 11月 - 本社を大阪市北区梅田に移転。
- 1999年（平成11年）10月 - 大阪証券取引所市場 第2部に上場
- 2001年（平成13年）
  - 3月 - 大阪証券取引所市場 第1部に指定替え。
  - 11月16日 - 東京証券取引所市場 第1部に上場。
- 2005年（平成17年）1月 - エスリードシリーズ供給戸数1万戸目となる「エスリード長岡天神」を販売開始。
- 2009年（平成21年）9月 - 本社を現在地に移転。
- 2012年（平成24年）2月 - 森トラストが創業者の荒牧らから発行済み株式の32.3%（500万株）を取得し筆頭株主となる。それに伴い、森トラストとの間で資本業務提携を結ぶ[1]。
- 2013年（平成25年）3月 - 森トラストが株式公開買付けを行い、発行済み株式の53.72％（議決権割合）を取得。森トラストの連結子会社となる[2]。
- 2019年（令和元年）10月7日 - エスリード株式会社に商号変更[3]。

## グループ会社
- エスリード管理株式会社
- 綜電株式会社
- イー・エル建設株式会社
- エスリード住宅流通
- エスリードハウス株式会社

## エスリードビル本町
本町通りに面したガラス建築で、自然採光や熱負荷を抑えるための自然通風機能も備えている。ファザードはランダムなルーバーの配置、コンクリート打ち放しの開口部などグラフィックに表現されている。これらが評価され、大阪都市景観建築賞第30回奨励賞受賞。

### 諸元

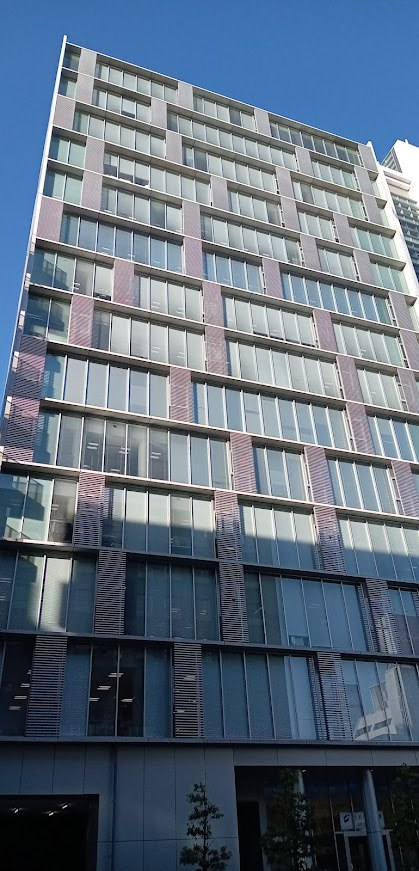
エスリードビル本町

- 所在地 - 大阪市中央区本町1‐4‐8
- 竣工年月 - 2009年5月
- 主要用途 - 事務所
- 設計施工 - 竹中工務店
- 延床面積 - 10,408m2
- 構造 - 鉄骨、鉄筋コンクリート
- 規模 - 地上14階地下1階[5]

- エスリードビル本町